# دیلی کالیفورنین
دیلی کالیفورنین (دیلی کال) (به انگلیسی: The Daily Californian (Daily Cal))، یک روزنامه مستقل است که توسط دانشجویان اداره شده و وابسته به دانشگاه کالیفرنیا، برکلی و جامعه پیرامون آن است. روزنامه نسخه چاپی خود را در طول سال تحصیلی چهار بار در هفته در روزهای دوشنبه، سه شنبه، پنجشنبه و جمعه و هفته ای دو بار در تابستان منتشر می‌کند. با این حال، از ابتدای شیوع ویروس کرونا، روزنامه دیلی کالیفورنین روزهای پنجشنبه، هفته ای یک بار یک روزنامه چاپ می‌کند. روزنامه کالیفورنین دیلی که در سال ۱۸۷۱ تأسیس شد، یکی از قدیمی‌ترین روزنامه‌ها در ساحل غربی و یکی از قدیمی‌ترین روزنامه‌های دانشگاهی در آمریکا است. تیراژ فعلی آن حدود ۱۰,۰۰۰ عدد برای یک دانشگاه تقریباً ۴۵,۰۰۰ نفری است.

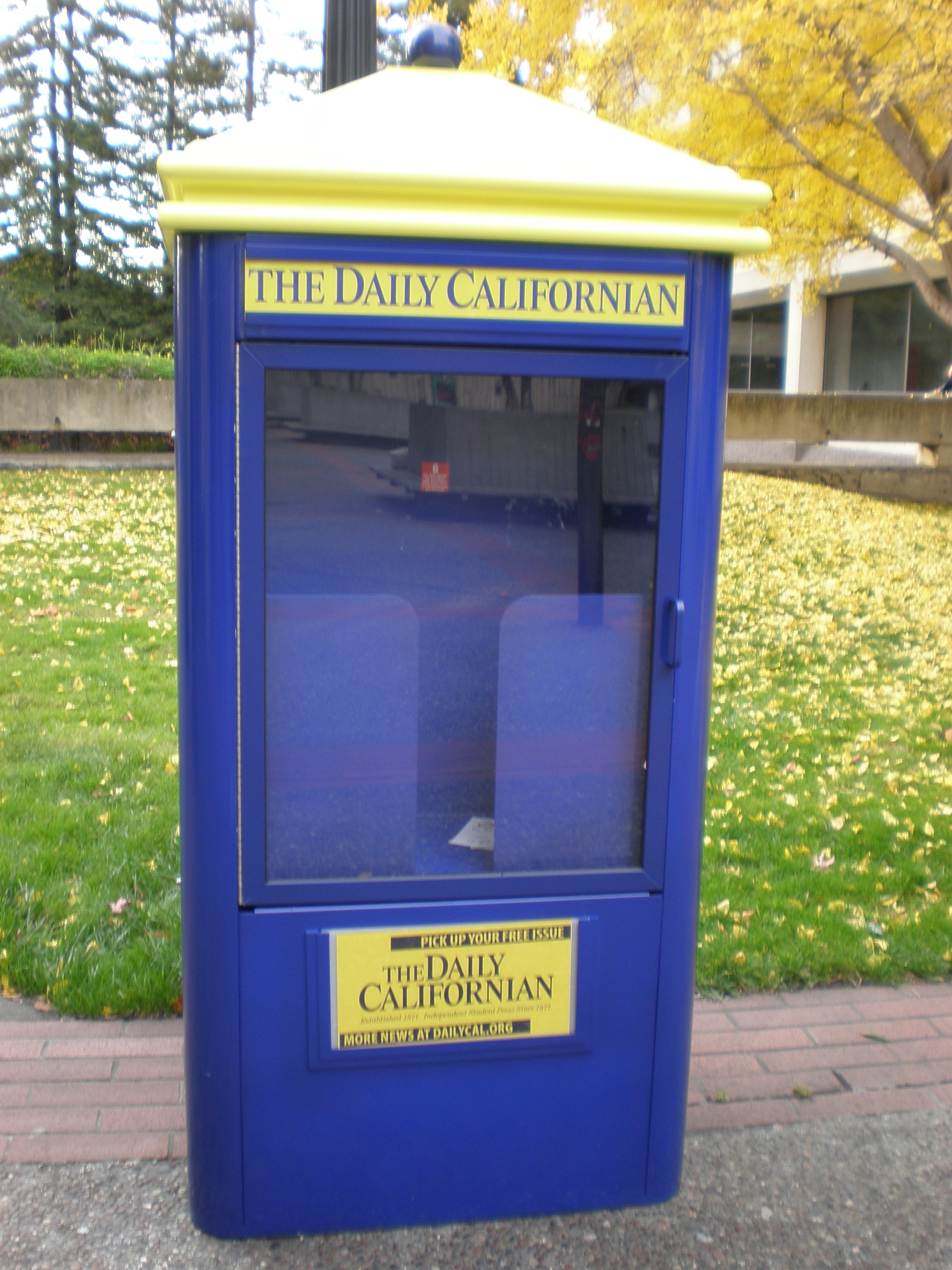
قفسه دیلی کال در دانشگاه کالیفرنیا، برکلی

در ۱۶ اکتبر سال ۲۰۰۶ میلادی، دیلی کالیفورنین اولین وبلاگ رسمی خود با عنوان دِ دیلی کلوگ را راه‌اندازی کرد. این وبلاگ رسمی، محتوایی در زمینهٔ زندگی روزمره محصلین داشت و به جمع‌آوری نکاتی مختلف از رویدادهای زندگی دانشجویان برکلی و دانشگاه مربوط می‌پرداخت. سرانجام، در تاریخ ۲۵ اوت سال ۲۰۰۸ نیز روزنامه دیلی کالیفورنین اعلام کرد به دلیل کاهش هزینه‌های این روزنامه از بابت درآمدهای تبلیغاتی و همچنین افزایش هزینه‌های چاپ، تنها در روزهای چهارشنبه اقدام به انتشار روزنامه چاپی (کاغذی) خواهد داشت و این در حالی است که پیش‌تر، ترتیب چاپ روزنامه، ۴ بار در هفته و در روزهای دوشنبه، سه شنبه، پنجشنبه و جمعه چاپ بود.

## فارغ التحصیلان برجسته
- آدام راپورت (۱۹۹۲) - سردبیر بون اپتایت از ۲۰۱۰ تا ۲۰۲۰[۶]
- مکس بوت(۱۹۹۲) - ستون‌نویس و نویسنده محافظه کار
- دارین بل (۱۹۹۳) - کاریکاتوریست تحریریه برنده جایزه پولیتزر برای گروه نویسندگان واشینگتن پست و ویژگی‌های پادشاه
- دیوید بروک (۱۹۸۳) - بنیانگذار مدیا مستر برای آمریکا
- وارینگتون کلسکوت (۱۹۴۱–۴۲) - نقاش و چاپگر
- جان آر. امشویلر (۱۹۷۲) - خبرنگار ارشد ملی روزنامه وال‌استریت جورنال
- رون فیمریت (۱۹۴۹) - طنزپرداز، مورخ، نویسنده و نویسنده ورزش که بیشتر بخاطر کار ۳۴ ساله خود به عنوان روزنامه‌نگار در اسپورتس ایلاستریتد شناخته می‌شود[۷]
- مارگریت هیگینز (۱۹۴۱) - خبرنگار جنگ و برنده جایزه پولیتزر
- کارل کاستن (۱۹۳۸) - برنده جایزه هنرمند اکسپرسیونیست انتزاعی
- دیوید لازاروس (۱۹۸۳) - ستون‌نویس تجارت و مصرف‌کننده در لس آنجلس تایمز. پیش از این، ستون‌نویس برنده جایزه برای سان فرانسیسکو کرونیکل[۸]
- کریستین میلر (۱۹۹۲) - برنده جایزه پولیتزر و برنده گزارشگر تحقیق، نویسندگی و خبرنگاری جنگ در پروپابلیکا[۹]
- جاناتان ای. راجرز (۱۹۶۷) - مدیرعامل/رئیس تی‌وی‌وان، رئیس سابق شبکه‌های کشف و گزارشگر اسپورتس ایلاستریتد و نیوزویک[۱۰][۱۱]
- میکل سیلور (۱۹۸۸) - ستون نویس ان‌اف‌ال برای ان‌اف‌ویزور؛ پیش از این، نویسنده برنده جایزه اسپورتس ایلاستریتد برای ان‌اف‌ال، نویسنده داستان بازی سوپر بول مجله به مدت ۱۲ سال مستقیم از ۱۹۹۴ تا ۲۰۰۶ و نویسنده مشترک کتاب‌های جری رایس، دنیس رادمن، کورت وارنر و ناتالی کاگلین[۱۲][۱۳]
- هنری تی. وینستین (۱۹۶۶) - گزارشگر برنده جایزه لس آنجلس تایمز[۱۴]
- جان وینر (۱۹۶۶) - بنیانگذار رولینگ استون